# Důl Salm I – Ignát
Důl Salm I – Ignát byl černouhelným hlubinným dolem v jihovýchodní části Ostravské dílčí pánve ve Slezské Ostravě. Patřil k dolům, které  založil Hugo Karel Eduard kníže Salm-Reifferscheidt-Raitz (1803–1888).

## Historie

### Kutací práce
Potřeba levnějšího paliva pro železárny v Blansku přivedla knížete Salm-Reifferscheidt do Slezské Ostravy za černým uhlím. K prospektorské činnosti najal c. k. hormistra Ignáce Vondráčka (1819–1887), který na základě poznatků z průzkumných ražeb hraběte Wilczka a Josefa Zwierziny odvodil předpokládána místa výskytu černého uhlí. Místo nákladných vrtných prací zahájil kutné práce v místech předpokládaného výskytu. Vzhledem k blízkosti důlního pole, které si nárokoval hrabě Wilczek i Josef Zwierzina doházelo ke sporům mezi kutéři o kutací místa. Tento spor se podařilo vyřešit až v roce 1850, kdy byla uzavřena první prozatímní smlouva (z 12. ledna 1850) mezi Ignácem Vondráčkem a Josefem Zwierzinou. Na základě smlouvy byla posunuta smluvní demarkační hranice na západ od jámy Salm č. I.
Ignác Vondráček prováděl kutné práce na ploše asi 15 ha, mělké jámy byly zpravidla opuštěny po splnění svého účelu (po průzkumu, po havárii). Z využitelných zůstaly tři jámy jáma č. I., jáma č. II. a jáma č. VII. Na základě prokazatelného nálezu uhelné sloje byla knížeti Salm-Reifferscheidt báňským hejtmanstvím udělena dne 15. dubna 1851 důlní míra nazvaná Leopoldina na počest kněžny Leopoldiny.

### Historie dolu
Samostatný důl byl založen na původním místě kutací jámy č. I v roce 1851. Název Ignát obdržel podle křestního jména pověřeného zakladatele Ignáce Vondráčka. Důlní jáma sloužila jako vodní a těžní. Pro těžbu byl instalován jednoválcový nepřímo účinný parní těžní stroj o výkonu 30 HP. Vodotěžný parní stroj měl stejné parametry.
Větrání bylo společné s dolem č. II. Ve vzdálených částech důlního pole byly při ražbách chodeb požívány ruční ventilátory.
Vybudováním jámy Salm VII – Eliška byla na ni převedena těžba z jámy Ignát. Hugo Karel Eduard kníže Salm-Reifferscheidt nechal povrch dolu asanovat a vytvořit park. Lineární jámová budova byla upravena na kapli zasvěcenou sv. Barboře, která byla za přítomnosti knížete vysvěcena 12. července 1886.

### Těžba uhlí
Dobývaly se sloje jaklovecké vrstvy ostravského souvrství. Uhelné sloje byly těženy metodou směrného (i dovrchního) pilířování na zával. Jáma byla v roce 1863 hluboká 119,5 m, v roce 1882 dosáhla 222 m (úroveň 5. patra). Konečná hloubka byla 226 m. Třídění uhlí bylo prováděno ručně. Vytěžené uhlí bylo prohazováno přes síta a mříže, aby se vytřídilo podle kusovosti.

### Údaje o dole Salm I – Ignát
Údaje dle
| název            | druh jámy     | založení | hloubka [m] | těžba     | vytěženo [t] | likvidace | dobývací pole [ha] | poznámka        |
| ---------------- | ------------- | -------- | ----------- | --------- | ------------ | --------- | ------------------ | --------------- |
| Důl Salm – Ignát | kutací, těžní | 1850     | 226,0       | 1851–1884 | 99–208 tisíc | 1885      | 36                 | 1 jáma, 5 pater |

### Ubytování
V blízkosti jámy č. I byla zahájená výstavba pozdější kolonie Salmovec (Na Salmě, Salma, Salm, německy Salmowetz), která na východní straně byla oddělena Báňskou dráhou od Staré kolonie, která už byla na katastrálním území Radvanic. Výstavba probíhala v letech 1869–1900 od jámy č. I směrem k jámě Jan-Maria, celkem ve třech etapách a bylo postaveno na 48 domů. První dům (jednopatrový) byl postaven v roce 1860 a zbořen v roce 1966. Byla zde nemocnice, lázně, škola a další zřízení občanské vybavenosti.